# فريق بي سي-7
فريق بي سي-7 للاستعراض الجوي، (بالإنجليزية: PC-7 Team)‏. من سلاح الجو السويسري. تستمد اسمها من الطائرة التدريب بيلاتوس بي سي-7.